# Vladimir Bezugly
Vladimir Bezugly (...) è un astronomo amatoriale ucraino.
Vladimir Bezugly è un astrofilo ucraino residente in Dnepropetrovsk.

## Scoperte
Ha scoperto o coscoperto undici comete. Scoperte in ordine cronologico:
| Tipo di oggetto | Denominazione               | Data della scoperta | Coscopritori                                                     | Fonti       |
| --------------- | --------------------------- | ------------------- | ---------------------------------------------------------------- | ----------- |
| cometa          | C/2004 K9 SOHO (SOHO 790)   | 25 maggio 2004      | -                                                                | [ 1 ]       |
| cometa          | C/2005 P3 SWAN (SOHO 1012)  | 4 agosto 2005       | Michael Mattiazzo, Masayuki Suzuki, Hirohisa Sato, Michael Jäger | [ 2 ]       |
| cometa          | C/2006 K21 SOHO (SOHO 1156) | 29 maggio 2006      | -                                                                | [ 3 ] [ 4 ] |
| cometa          | C/2007 E5 SOHO (SOHO 1275)  | 9 marzo 2007        | -                                                                | [ 5 ]       |
| cometa          | C/2007 H6 SOHO (SOHO 1283)  | 22 aprile 2007      | -                                                                | [ 6 ] [ 7 ] |
| cometa          | C/2011 Q4 SWAN (SOHO 2134)  | 23 agosto 2011      | Robert D. Matson                                                 | [ 8 ]       |
| cometa          | C/2012 E2 SWAN (SOHO 2257)  | 4 marzo 2012        | -                                                                | [ 9 ]       |
| cometa          | C/2015 C2 SWAN (SOHO 2885)  | 25 febbraio 2015    | Michael Mattiazzo Robert D. Matson                               | [ 10 ]      |
| cometa          | C/2015 F3 SWAN (SOHO 2892)  | 24 marzo 2015       | Michael Mattiazzo Robert D. Matson                               | [ 11 ]      |
| cometa          | C/2023 A2 SWAN (SOHO ?)     | 6 gennaio 2023      | -                                                                | [ 12 ]      |
| cometa          | C/2025 F2 SWAN (SOHO ?)     | 29 marzo 2025       | Michael Mattiazzo Robert D. Matson                               | [ 13 ]      |